# 三橋辰雄
三橋 辰雄（みつはし たつお、1923年 - 2001年12月26日）は、日本の政治活動家・革命家・芸術家。盛李春（せいりしゅん）、真木陽（まきよう）、牧洋（まきよう）などの筆名がある。三橋派「緑の党」の創設者・イデオローグであり、「神なき宗教家」を自認した。

## 来歴
青森県西津軽郡館岡村生まれ。1944年、応召。1945年、捕虜としてカムチャツカにて抑留される。「緑の党」機関紙『日本新聞』の名称は、シベリア抑留者の中で広く読まれた『日本新聞』に由来している。
1950年より、中学教諭をつとめる傍ら、日本共産党や日本教職員組合の活動に参加。しかし1960年代に共産党を離党。教育サークル「あすなろ会」や弘前大学で「生活綴方教育研究会」を組織して活動。
各種のコンクールで賞を受けたことを自画自賛していたことから、日本共産党に「コンクール教育」と罵倒された。1979年11月19日、のちの『日本新聞』の前身である『みちのく新聞』発行人となる。日本労働党中央委員を歴任し、1980年の衆議院選では、日本労働党公認を受けた対馬テツ子応援演説を行なった。

## 人物
- 尊敬する人物はエンゲルス、毛沢東であり、事実毛沢東思想を賛美していたが、毛沢東思想と三橋の思想とは、まったく異なるものである。
- 曽祖父は宮司であり、三橋はこの曽祖父の娘である祖母を深く敬愛していた。三橋の家庭は複雑なものであったらしい。三橋の世界観は、この祖母によることが大きい。
- 数多くの歌を作詞・作曲しており、その多くは荒野座のコンサートなどで歌われている。
- 赤羽牧洋記念クリニック院長、三橋牧は、彼の実子であり、父と同じく「緑の党」イデオローグである。「竜の医学」なるものを主張し、荒野座による健康コンサートを推奨している。

## 世界観・歴史観
三橋の主張する世界観には、出身地である青森や、竜に関する伝説についての言及がかなり多く見られる。また、「バカ」「ノロマ」などの罵倒語の語源が大和朝廷などに制圧された部族の名前に由来し、これらの部族が三橋自身や「緑の党」の幹部の祖先であると主張したり、進化論を否定し、終末論を主張するなど、独特の世界観・歴史観を記述しているが、自伝のような文体や、語呂合わせのような記述が多数あり、体系化されたものとは言いがたい。
また竜は神道で水、豊穣を司る神とされる蛇にも通じるため三橋の思想に近代の社会主義とは全く別系統の極めて日本的な農本主義の影響を見出す意見も多い。

### 主張
- 世界にはブルジョアジーとプロレタリアという２つの階級しか存在せず、プロレタリアがブルジョアジーになることは不可能である。
- 天照大神は男性の神である。
- 「バカ」の語源はバッカスである。
- こっくりさんの語源は高句麗である。
- 支那そばは、白村江の戦いで日本を侵略し、滋賀に駐屯した中国人が食していたそばが由来である。
- 身延山とは、身長が伸びる寺のことである。
- ポル・ポト派によるジェノサイドはでっち上げである。
- エイズは唾液を介して伝染する。
- ユダヤ教、イスラム教における割礼は、女児に対して行われる。割礼を施す理由は、女性の感性を鈍らせるためである。
- ルターは魔女裁判を支持していた。
- 虫歯の原因は、ほとんどが歯を磨かないことではなく、食べ物に起因する。歯磨きを説くことは「ブルジョア歯医者」のプロパガンダである。
- ヤクルトは歯に有害である。
- 神社の鳥居はまつろわぬ民の絞首台であり、彼らの死肉を食らう鳥がやってくることから「鳥居」と称された。
- 警察や公安は、必ずしも敵とは限らないが、「マスコミはすべて敵」と規定している。
- 三井家は藤原氏の末裔であり、富士銀行は藤原氏の直系が支配している。
- 鯨が海岸に打ち上げられるのは、鯨の祖先が陸地で生活していたことによるものである。
- 「不審船」が存在した証拠は何もなく、北朝鮮を敵視するためのデマである。
- 白人は遺伝的に劣っており、サルに近い存在である。
- 三橋は「美津波神」の末裔である。

## 著書
- 『北風の歌』明治図書出版、1964年
- 『みい子さんは歌った』明治図書出版、1972年
- 『母と子と教師と オラの先生は日本一』リサーチ出版、1973年
- 『第三のヒューマニズム』太陽への道社、1987年
- 『ビヘイビア : 変革の哲学』太陽への道社、1989年
- 『こころに夜はない』太陽への道社、1989年
- 『ひとつの火 : 新プロレタリア小説集』太陽への道社、1991年
- 『 むつの海を守る人々 : 原子力船「むつ」との闘いを見つめた子供たちの作品』太陽への道社、1991年
- 『集団学習法研究 1 (みんなは1人のために)』太陽への道社、1992年
- 「闇からの脱出」 太陽への道社
- 「緑の革命」1-5 太陽への道社
- 「白の革命」  太陽への道社
- 「青の革命」  太陽への道社
- 「三橋辰雄提言集」  太陽への道社
- 「ひとつの火」  太陽への道社
- 「太陽の道」  太陽への道社
- 「偽りの日本史」  太陽への道社

## 関連サイト
- 赤羽　牧洋記念クリニック - 実子・三橋牧が院長をつとめる。

- 遊撃インターネット - 「緑の党」関連団体の潜入、元幹部による内部告発を掲載。
  - 街頭募金野郎の謎
  - 緑の党とは何か
  - 緑の党とは何か 第二弾（対談編）